# Каталанський атлас

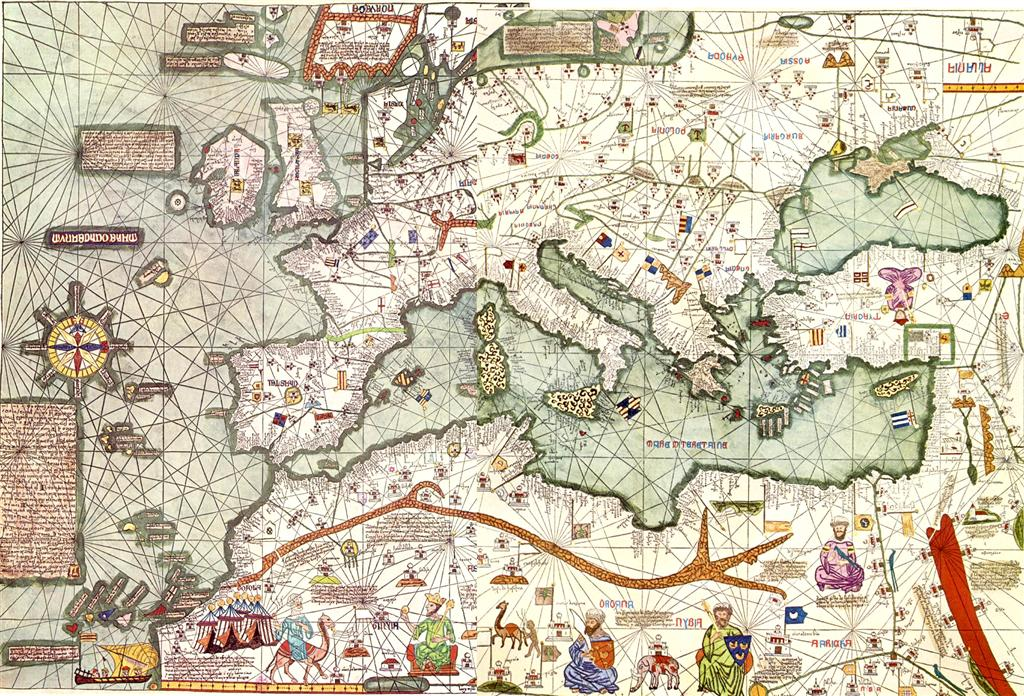
Каталанський атлас. Сучасна копія з зображенням Європи і Північної Африки

Каталанський атлас (кат. L'Atles català) — середньовічна універсальна карта світу (лат. mappa mundi) XIV ст., одне з найвищих досягнень середньовічного європейського мистецтва картографії. Не дивлячись на назву, є не атласом, а окремою картою або картою-портоланом, зображеною на шести подвійних аркушах пергаменту, склеєних між собою з утворенням створчастої панелі.
Карту було виготовлено на замовлення Арагонського короля Хуана I близько 1375 року представниками майорканської картографічної школи, імовірно картографом та виробником навігаційних приладів єврейського походження Авраамом Крескесом та його сином Єгудою.
Біля 1380 року Атлас було передано в дар французькому королю і відтак він здавна зберігається в Парижі, спочатку у королівських колекціях, а нині — в Національній бібліотеці Франції.

## Опис
Атлас спочатку складався з шести аркушів пергаменту, які згодом були розрізані навпіл і натягнуті на дерев'яні щити.
Перші два аркуші містять тексти каталонською мовою, що охоплюють питання космографії, астрономії та астрології (зокрема, наголошується сферична форма Землі). Також наведено практичні поради мореплавцям про розрахунок часу припливів та відпливів або визначення часу вночі. Ці тексти супроводжуються ілюстраціями.
На решті чотирьох аркушах зображена карта світу з розташованим недалеко від центру Єрусалимом; два аркуші зображують Схід, а ще два — Європу, разом із Північною Африкою. Розмір площа карти становить близько 1,3 м2.
Інформації Атласу про заморські країни базується на звітах Марко Поло та Джона Мандевіля. Північ за арабською традицією — знизу. Належність міст і територій, відповідно до майорканської картографічної традиції позначена прапорами.

Біля мису Бохадор, південніше Канарських островів зображено галеру з арагонським прапором майорканського мореплавця Жауме Феррера, який, за переказами відплив на пошуки «Золотої Річки» з міста Пальма на Майорці в 1435 році.

8 сторінок (з 3-го по 6-й аркуші) Каталанського атласу (зображення перевернуте згідно сучасної традиції)

З картографічної точки зору, Каталанський атлас не можна вважати новацією, він є архетипним прикладом середземноморської картографії свого часу. Його винятковість зумовлена скорше багатством вміщеної на ньому інформації у поєднанні з розкішним оформленням, що забезпечується великою кількістю золота та якістю виконання мініатюр, що його прикрашають. З цієї точки зору він безумовно є вищим досягненням Майорканської картографічної школи.

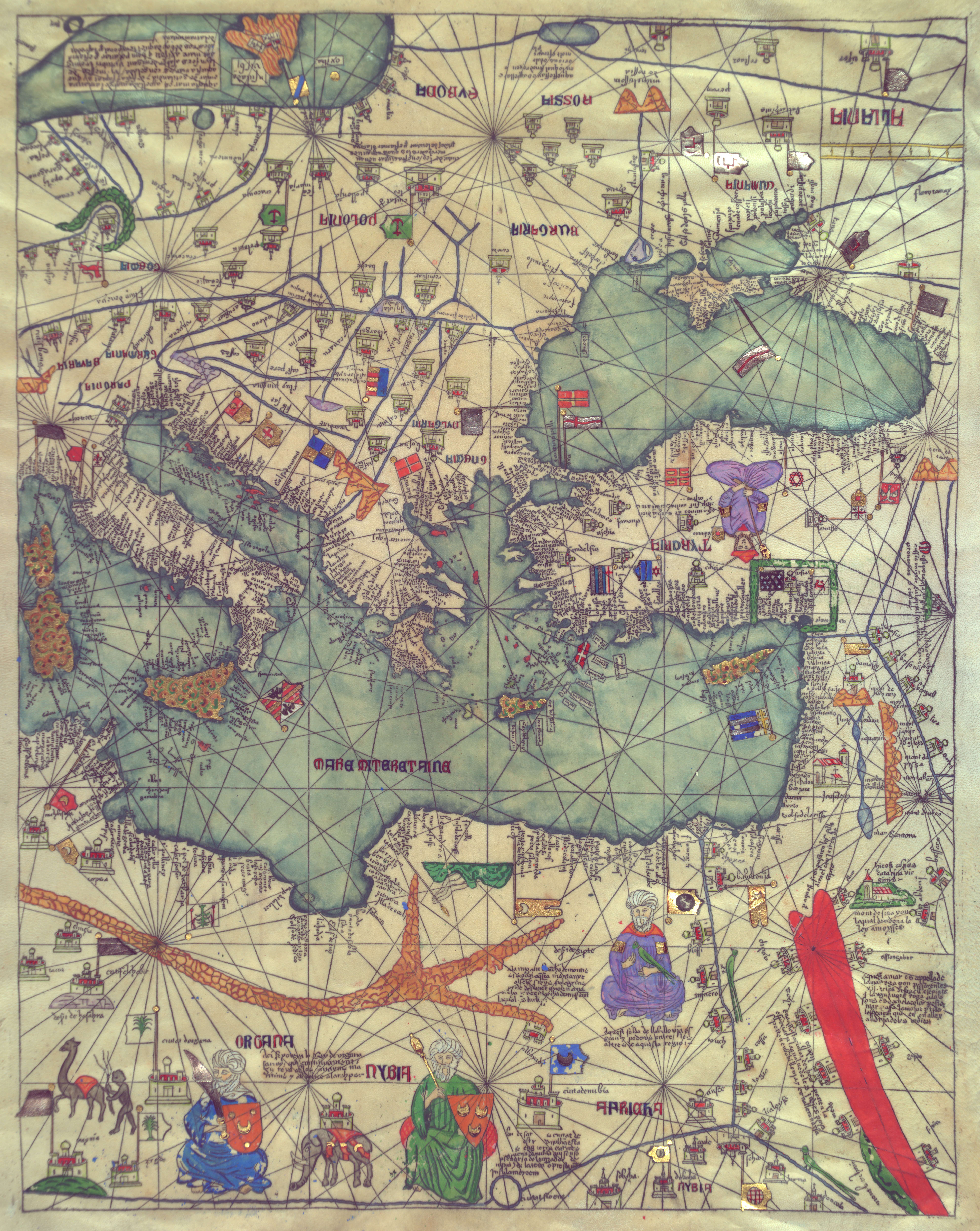
Східна Європа на Каталанському атласі

## Цікаві факти
- На карті зображено міста Львів (civitas Leo) та Київ (Chiva) а також країну Русь (Rossia) на правому березі Дніпра. Львів позначено як європейське місто із прапором, герб якого зустрічається в кастильському гербовнику «Книга знань про всі королівства». Київ зображено як самостійне місто азійського типу; воно розміщено в нижній течії Дніпра[3][4].

- Напис Русь червоно-синього кольору. Ліворуч Русі зображені гори, підписані: «munt lussom de rossia». Київ розміщено в середній течії Дніпра. В українських причорноморських степах, на Лівобережжі — країна «CCUMANIA», на Правобережжі — країна «BURGARIA», на схід від Куманії (CCUMANIA) — країна «ALIANIA» (Аланія)[3].